# خورش آلو شوشتری
خورش آلوی شوشتری از خورش‌های مجلسی و محلی شوشتر است و مزه ملس و شیرینی دارد. خورش‌های مشابهی مثل خورش آلو اسفناج در شهرهای مختلف با روش‌های متفاوتی درست می‌شود.
خورش آلو از غذاهای سنتی است که در عروسی‌های شوشتر پخت می‌شده و امروزه نیز در رستوران‌های این شهر سرو می‌شود.

## مواد لازم
مواد لازم برای چهار نفر به شرح زیر است.
- ۲ عدد پیاز متوسط
- چهار ران مرغ یا ۳۰۰ گرم گوشت گوسفندی
- نصف پیمانه رب انار
- یک پیمانه آلو خورشتی
- نصف پیمانه خلال بادام
- نصف پیمانه گلاب
- ۳ قاشق غذاخوری شکر
- زعفران به میزان لازم
- نمک و ادویه و آب و روغن به میزان لازم